# Vicente Ortiz y Labastida

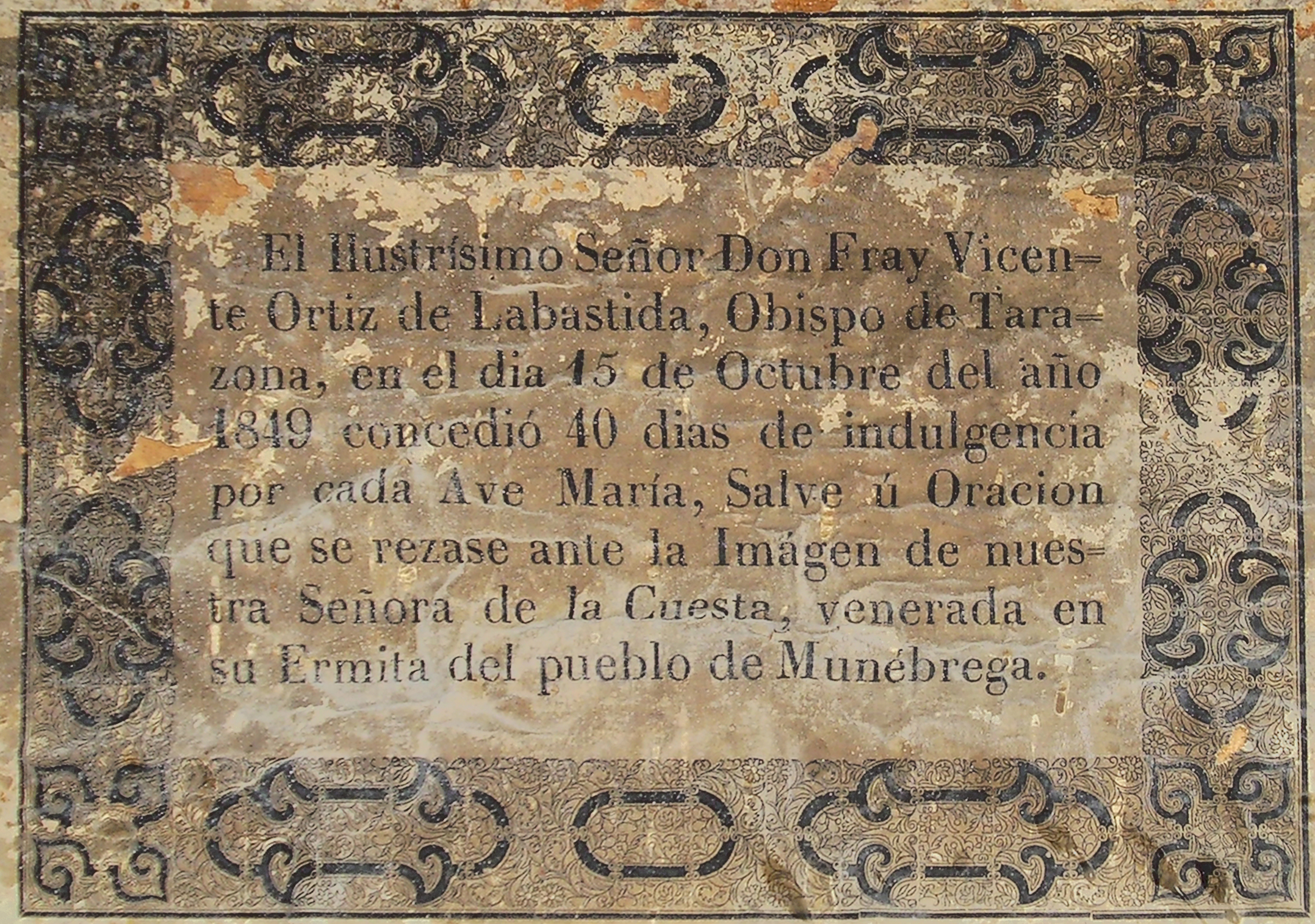
Indulgencia concedida por Vicente Ortiz y Labastida el 15 de octubre de 1849, expuesta en la Ermita de Nuestra Señora de la Cuesta, junto a la localidad de Munébrega (España).

Vicente Ortiz y Labastida (19 de abril de 1782-23 de julio de 1852) —a veces citado erróneamente como Vicente Ortiz de Labastida— fue un sacerdote de la Iglesia católica perteneciente a la orden de predicadores, y obispo de la Diócesis de Tarazona natural de la ciudad de Zaragoza (España).

## Biografía
Vicente Ortiz y Labastida nació en Zaragoza (España) el 19 de abril de 1782 en el seno de una familia acomodada de labradores.
Estudió en el convento de San Vicente Ferrer, y después se trasladó hasta el convento de Santo Domingo de Huesca para dedicarse a la enseñanza. Estuvo desempeñando esta labor durante tan solo tres años, ya que, con el comienzo de la Guerra de la Independencia Española, los franceses lo capturaron, y lo enviaron a la ciudad de Aux, en Aquitania, donde estuvo asistiendo durante catorce meses a los prisioneros españoles de aquel hospital. Pasado este tiempo, junto con dos compañeros, logró huir del lugar.
Una vez finalizada la guerra, regresó al convento de Predicadores en Zaragoza, donde fue nombrado regente de estudios.
Fue presentado para desempeñar el cargo de obispo de la Diócesis de Tarazona el 22 de octubre de 1847, siendo preconizado en Roma el 19 de enero de 1848, y consagrado el 16 de julio de ese mismo año.
Falleció a las ocho y media de la noche del 23 de julio de 1852 en la ciudad de Calatayud (España), y fue enterrado en el presbiterio de la iglesia colegial de Santa María, dejando así vacante el cargo de obispo de la Diócesis de Tarazona. Ramón Durán de Corps acabó ocupando su lugar como sucesor en el obispado.